# Saeid Marouf
Saeid Marouf ou Saeed Marouf est un joueur iranien de volley-ball né le 20 octobre 1985 à Urmia. Il mesure 1,89 m, joue passeur et est capitaine de l'équipe nationale iranienne.

## Clubs
- Pegah Urmia
- Sanam Tehran
- Esteghlal Gonbad
- Saipa Alborz
- Damash Gilan
- Kalleh Mazandaran
- Shahrdari Urmia
- Matin Varamin
- Shahrdari Urmia
- Zenit Kazan
- Shahrdari Urmia